# ويليام لي بال
ويليام لي بال (بالإنجليزية: William Lee Ball)‏ هو سياسي أمريكي، ولد في 2 يناير 1781 في مقاطعة لانكستر في الولايات المتحدة، وتوفي في 29 فبراير 1824. انتخب عضو مجلس نواب الولايات المتحدة عن ولاية فرجينيا وانتخب عضو مجلس ولاية فرجينيا وانتخب عضو مجلس النواب الأمريكي.